# Lilla Klädpressaregatan

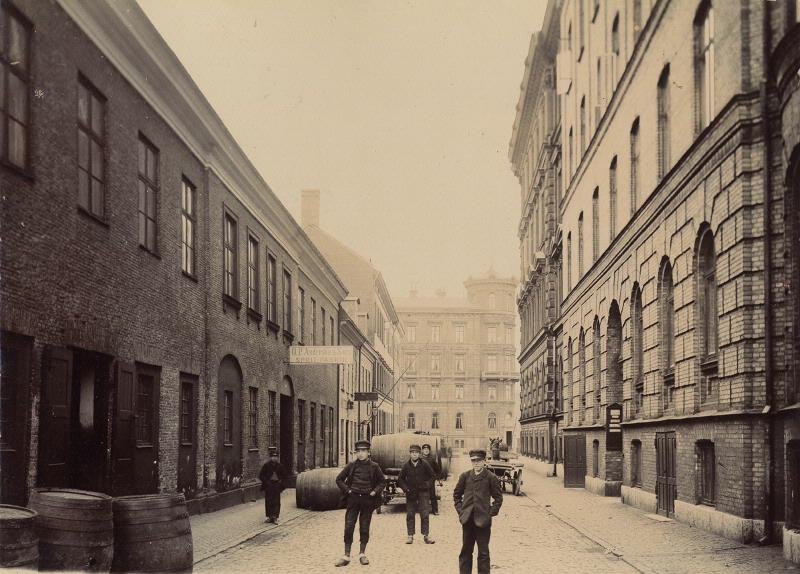
Lilla Klädpressaregatan åt väster år 1888. Bildsamlingen vid Göteborgs stadsmuseum.

Lilla Klädpressaregatan är en gata inom stadsdelen Nordstaden i Göteborg. Den är cirka 85 meter lång och sträcker sig från Kanaltorgsgatan till Spannmålsgatan. Namnet återupptogs 1986 på en gågata inom kvarteret Hövågen i Nordstans köpcentrum. Gatan kallas även Nya Gatan.
Den ursprungliga Lilla Klädpressaregatan fick sitt namn 1848 och låg i närheten av Klädpressaregatan. Den utgick vid en ändring av stadsplanen på 1970-talet. År 1900 uppgavs gatan vara 86 meter lång, med en medelbredd av 9 meter och med en yta av 774 kvadratmeter.

### Webbkällor
- Hitta.se, Lilla Klädpressaregatan Läst 2011-03-09.